# Dindar (rzeka)
Dindar (także: Dinder) – rzeka w Afryce. Ma 570 km, rozpoczyna swój bieg w Etiopii na zachód od Tana, po czym wkracza w terytorium Sudanu, gdzie uchodzi do Nilu Błękitnego. Największym miastem nad jej brzegiem jest Ar-Rusajris. 
W Sudanie rzeka przepływa przez tereny Parku Narodowego Dindar.